# Shigelle
Shigella
Genre
Shigella (en français les Shigelles) est un genre de bacilles Gram négatifs de la famille des Enterobacteriaceae. Son nom fait référence au microbiologiste Kiyoshi Shiga qui fut le premier à décrire l'espèce type du genre, Shigella dysenteriae, responsable de la dysenterie bacillaire ou shigellose.
Les Shigelles sont sur le plan génétique, membres de l'espèce Escherichia coli, mais la communauté médicale préfère conserver cette dénomination. 

## Écologie

### Habitat

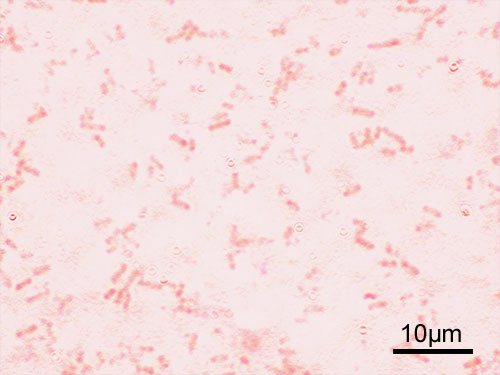
Shigella flexneri

Les Shigella ne font partie d'aucune flore commensale chez l'être humain, elles sont toutes pathogènes et spécifiques du tube digestif ; éliminées par les selles et dispersées dans les sols et les eaux où elles ne survivent que peu de temps.

### Pouvoir pathogène
Elles sont responsables des shigelloses (infections intestinales affectant spécifiquement les primates), qui sont des dysenteries bacillaires transmises par l'eau de boisson et les aliments souillés par les selles des malades ou porteurs chroniques. Il s'agit d'infections intestinales localisées essentiellement au gros intestin où les germes se multiplient en provoquant une inflammation de la muqueuse se traduisant par une diarrhée glaireuse et sanguinolente. Il n'y a pas d'essaimage dans la circulation mais les phénomènes locaux peuvent s'accompagner de toxicose et de déshydratation.
L'espèce la plus mise en cause est Shigella dysenteriae ou bacille de Shiga. Shigella dysenteriae est responsable de formes graves dans les régions tropicales (Asie et Amérique Centrale). C'est la seule shigelle qui sécrète une exotoxine.
Les autres espèces de Shigella sont également responsables de diarrhées aigües. En revanche, leurs infections sont généralement plus bénignes et s'accompagnent de symptômes atténués. Dans certaines formes chroniques, les périodes de diarrhées alternent avec des périodes asymptomatiques.
On rencontre ces infections essentiellement en Europe, pour lesquelles Shigella flexneri (groupe cosmopolite causant des épidémies et des cas sporadiques de gravité variable) et sont le plus souvent mises en cause. Dans un pays comme la France, Shigella sonnei est la plus fréquente, isolée dans 70 % des cas. Elle est généralement la cause d'entérites bénignes qui touchent particulièrement les enfants et parfois de petites épidémies de crèches ou d'écoles.

## Caractères bactériologiques

### Morphologie microscopique
Aspect : Ce sont des bacilles Gram négatifs, immobiles ; dépourvus de spores. Certaines souches de certaines espèces peuvent être dotées d'une capsule (antigène K),,,.
Groupement : Variable, ils se présentent isolés, en diplobacilles et parfois même en chaînettes.

### Caractère de culture

#### Conditions de culture
Shigella cultive en aérobie à 37 °C durant 24h, elle n'est pas exigeante donc un milieu basique convient pour la mise en culture tel que la gélose ordinaire ou bien une GTS

#### Milieux de culture utilisés
Sur gélose ordinaire en 24 heures à 37 °C, Shigella produit des colonies de taille moyenne (2 à 3 mm de diamètre), rondes, régulières et brillantes de type smooth.
- Milieux non sélectifs :
  - Gélose ordinaire
  - Gélose BCP
  - Gélose CLED
- Milieux sélectifs :
  - Gélose MacConkey
  - Gélose lactosée au désoxycholate
  - Gélose Hynes
  - Gélose Salmonella Shigella (Gélose SS)
  - Gélose Hektoen

Il n'existe pas de véritable milieu d'enrichissement pour les Shigella contrairement aux Salmonella.

### Caractère biochimique
Il se détermine sur une galerie classique ou miniaturisée pour Enterobacteriaceae avec laquelle elles se différencient par un ensemble de caractères négatifs :
- absence d'uréase, de désaminase et de lysine décarboxylase ;
- absence de production de H2S et d'acétoïne ;
- pas d'utilisation du citrate comme seule source de carbone sur milieu citrate de Simmons ;
- immobiles.

Les caractères ONPG, mannitol, indole et ODC varient selon les biotypes (voir le tableau ci-dessus).

## Liste d'espèces
Selon la LPSN (4 novembre 2022) :
- Shigella boydii Ewing 1949
- Shigella dysenteriae (Shiga 1897) Castellani & Chalmers 1919 – espèce type
- Shigella flexneri Castellani & Chalmers 1919
- Shigella sonnei (Levine 1920) Weldin 1927

## Sérotypes
Les espèces sont ensuite subdivisées en sérotypes sur des bases biochimiques et antigéniques. Les souches se différencient sur un plan antigénique par la structure de l'antigène O, sur le plan biochimique par les caractères ONPG, mannitol, indole et ODC. Il n'y a pas d'antigène H, les Shigelles étant dépourvues de cils.
| Espèces        | Sous-groupe | Sérotypes                               | ß-galactosidase | Mannitol | Indole                           | ODC |
| S. dysenteriae | A           | 1,2,3,4,5,6,7,8,9,10                    | - ou +          | -        | - ou +                           | -   |
| S. flexneri    | B           | 1,2,3,4,5,6                             | -               | +        | variable chez quelques sérotypes | -   |
| S. boydii      | C           | 1,2,3,4,5,6,7,8,9,10, 11,12,13,14,15,16 | -               | +        | - ou +                           | -   |
| S. sonnei      | D           | 1                                       | Variable        | +        | -                                | +   |